# Przybudówka-Korlino
Przybudówka-Korlino (Łężek) – nieoficjalny przysiółek wsi Korlino w Polsce położona w województwie zachodniopomorskim, w powiecie sławieńskim, w gminie Postomino.
W latach 1975–1998 miejscowość administracyjnie należała do województwa słupskiego.